# حفرية أو إتش 7

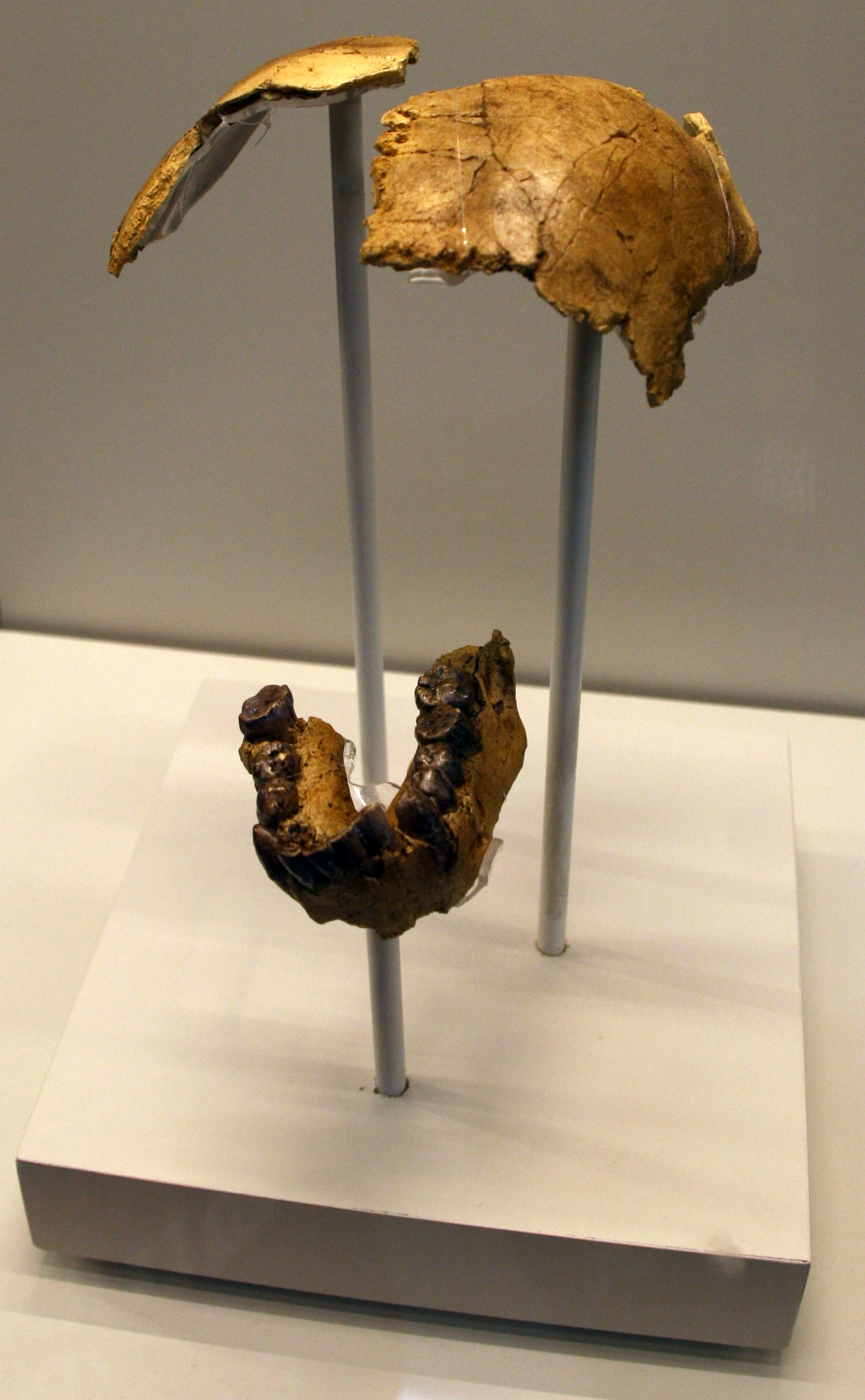

حفرية أو إتش 7 (OH 7) والتي يُطلق عليها أيضاً «طفل جوني» ، هي عينة عظمية بشريَّة تنتمي لجنس الإنسان الماهر Homo habilis، اكتُشفت هذه الحفريَّة في 4 نوفمبر تشرين التاني 1960 في أولدوفاي جورج في تنزانيا بواسطة جوناثان وماري ليكي، يُقدَّر عمر هذه العظام بنحو 1.75 مليون عام تقريباً، وتتكوَّن من قطع عظميَّة من الفك السفلي مع ثلاثة عشر سنَّاً بما فيها أضراس العقل، واثنين من عظام الجمجمة الجدارية، وواحد وعشرين إصبعاً وعظام رسغ اليد.
تتميز عظام اليد في أحفورة أو إتش 7 بأنَّها واسعة مع إبهام كبيرة وأطراف أصابع عريضة على غرار تلك الموجودة لدى البشر المعاصرين، ومع ذلك فبخلاف البشر فالأصابع طويلة نسبيَّاً ومنحنية بشكل يشبه يد الشمبانزي، واتجاه الإبهام بالنسبة للأصابع الأخرى يُشابه تشريح القردة العليا، عن طريق دراسة العظمين الجداريين تمَّ تقدير حجم الدماغ بنحو 663 سم مكعب، وقُدِّر بأنَّها تعود لذكر توفي بعمر 13 سنة تقريباً ، ومع ذلك فقد قدَّر علماء آخرون حجم الدماغ بقرابة 590 سم مكعب، وبعضهم 710 سم مكعب.
كان الفريق المكوَّن من لويس ليكي وجون نابيير وفيليب توبياس أول من درس هذه العينات على نطاق واسع، ونظراً لكبر سعة الجمجمة ، ونمط تطور شبيه بالإنسان بالنسبة للعظم القحفي ، والقبضة الدقيقة لعظام اليد والتي تشير إلى القدرة على استخدام الأداة، فقد صنَّف ليكي وزملاؤه حفرية أو إتش 7 على أنها نوع انتقالي بين أشباه الإنسان الإفريقية والإنسان المنتصب، وأعلن فريق ليكي عن هذا الاكتشاف في عدد أبريل نيسان 1964 من مجلة ناتشر الشهيرة ، وأثار هذا الإعلان نقاشاً واسعاً بين العلماء المهتمين بالموضوع استمرَّ حتى سبعينات القرن الماضي، ففي أوائل أيار مايو 1964 أثار كلٌّ من كينيث أوكلي وبرنارد كامبل في مقالة نشرت في مجلة ناتشر أيضاً العديد من الشكوك حول النتائج التي توصَّل إليها فريق ليكي، وفي يوليو من نفس العام أعلن السير ويلفريد لو غروس كلارك بصراحة عن أمله في أن يختفي هذا النوع الانتقالي بسرعة كما ظهر ، فيما قال علماء آخرون بأنَّ عينة أو إتش 7 قد تمَّ العثور عليها في منطقة معروفة بأنَّها تحتوي على عينات بشريَّة وحيوانيَّة متنوعة وأنَّ الخصائص والميزات التي تمتلكها هذه العينة غير كافية للقول بأنَّنا أمام نوع جديد مستقل من أسلاف البشر.